# Асікаґа Мітіо
Асікаґа Мітіо (яп. 足利 道夫, нар. 22 травня 1950, Акіта —) — японський футболіст, що грав на позиції півзахисника.

## Клубна кар'єра
Грав за команду Міцубіши Моторс.

## Виступи за збірну
Дебютував 1971 року в офіційних матчах у складі національної збірної Японії. У формі головної команди країни зіграв 7 матчів.

## Статистика
Статистика виступів у національній збірній.
| Збірна Японії | Збірна Японії | Збірна Японії |
| Роки          | Ігри          | голи          |
| ------------- | ------------- | ------------- |
| 1971          | 1             | 0             |
| 1972          | 3             | 0             |
| 1973          | 2             | 0             |
| 1974          | 0             | 0             |
| 1975          | 1             | 0             |
| Усього        | 7             | 0             |